# Kwadwo Ani
Kwadwo Ani (Accra, 21 marzo 1966) è un artista ghanese.

## Biografia
Ha studiato al Ghanatta College of Art. Ha partecipato a mostre personali e collettive nel suo paese e a livello internazionale. I suoi lavori sono stati acquisiti dalla Alliance Francaise, Ghana; Ghana Broadcasting Corporation; e dal Ministero della cultura cinese.
Kwadwo Ani recentemente ha partecipato ad una mostra itinerante in Europa, promosso dalla British Royal Overseas League. Nel 2004, Ani ha vinto una residenza nel Vermont Studio Center finanziato dalla Fondazione Ford.

## Pratica artistica
Il suo recente lavoro gioca su Ani-kese che si traduce in "grandi occhi" - Ani nella sua lingua madre significa occhi. Lo stile naif caratterizza tutta la sua opera. Kwadwo Ani nei suoi lavori più recenti, si sforza di ritrarre il mondo che lo circonda attraverso uno sguardo infantile,  quindi onesto e sincero che solo un bambino possiede. Le sue opere provocano stati che vanno dall'ilarità alternati a stati di angoscia e paura.